# Olympisch vluchtelingenteam 2016
Een Olympisch vluchtelingenteam nam deel aan de Olympische Zomerspelen 2016 in Rio de Janeiro in Brazilië.

## Achtergrond
In maart 2016 verklaarde Thomas Bach, de voorzitter van het Internationaal Olympisch Comité, dat vijf tot tien vluchtelingen onder de olympische vlag mochten deelnemen aan de Zomerspelen in Rio de Janeiro. Hiertoe besloot het IOC in het kader van de wereldwijde vluchtelingencrisis, waar de Europese vluchtelingencrisis een belangrijk deel van uitmaakt. De officiële naam voor het team werd "Refugee Olympic Team", met IOC-landcode ROT.
Er werden tien sporters uitgenodigd, twee uit Congo-Kinshasa, één uit Ethiopië, twee uit Syrië en vijf uit Zuid-Soedan. Zij kwamen in actie op tien onderdelen in de olympische sporttakken atletiek, judo en zwemmen. De vluchtelingenorganisatie van de Verenigde Naties selecteerde Ibrahim Al-Hussein, een Syrische vluchteling woonachtig in Athene, Griekenland, om de Olympische vlam te dragen. De Zuid-Soedanese atlete Rose Lokonyen werd geselecteerd om de olympische vlag te dragen bij de openingsceremonie.

## Deelnemers
| Olympiër                | Geboorteland   | Gastland  | Sport    | Onderdeel                                  |
| ----------------------- | -------------- | --------- | -------- | ------------------------------------------ |
| Yolande Bukasa          | Congo-Kinshasa | Brazilië  | Judo     | –70 kg (v)                                 |
| Popole Misenga          | Congo-Kinshasa | Brazilië  | Judo     | –90 kg (m)                                 |
| Yonas Kinde             | Ethiopië       | Luxemburg | Atletiek | marathon (m)                               |
| Rami Anis               | Syrië          | België    | Zwemmen  | 100 m vrije slag (m) 100 m vlinderslag (m) |
| Yusra Mardini           | Syrië          | Duitsland | Zwemmen  | 200 m vrije slag (v) 100 m vlinderslag (v) |
| Yiech Pur Biel          | Zuid-Soedan    | Kenia     | Atletiek | 800 m (m)                                  |
| James Nyang Chiengjiek  | Zuid-Soedan    | Kenia     | Atletiek | 400 m (m)                                  |
| Anjelina Nadai Lohalith | Zuid-Soedan    | Kenia     | Atletiek | 1500 m (v)                                 |
| Rose Lokonyen           | Zuid-Soedan    | Kenia     | Atletiek | 800 m (v)                                  |
| Paulo Amotun            | Zuid-Soedan    | Kenia     | Atletiek | 1500 m (m)                                 |

## Resultaten
(m) = mannen, (v) = vrouwen

### Atletiek
| Olympiër                | Onderdeel    | Resultaat | Prestatie             |
| ----------------------- | ------------ | --------- | --------------------- |
| James Nyang Chiengjiek  | 400 m (m)    | series    | series: 52,89 (e)     |
| Yiech Pur Biel          | 800 m (m)    | series    | series: 1:54.67 (8e)  |
| Paulo Amotun            | 1500 m (m)   | series    | series: 4:03.96 (11e) |
| Yonas Kinde             | marathon (m) | 90e       | 2:24:08 (90e)         |
|                         |              |           |                       |
| Rose Lokonyen VO        | 800 m (v)    | series    | series: 2:16.64 (7e)  |
| Anjelina Nadai Lohalith | 1500 m (v)   | series    | series: 4:47.38 (14e) |

### Judo
| Olympiër          | Onderdeel  | Resultaat    | Prestatie                                                                           |
| ----------------- | ---------- | ------------ | ----------------------------------------------------------------------------------- |
| Popole Misenga VS | –90 kg (m) | derde ronde  | tweede ronde won van Avtar Singh: yuko derde ronde verloor van Gwak Dong-han: ippon |
|                   |            |              |                                                                                     |
| Yolande Bukasa    | –70 kg (v) | tweede ronde | tweede ronde verloor van Linda Bolder: ippon                                        |

### Zwemmen
| Olympiër      | Onderdeel             | Resultaat | Prestatie             |
| ------------- | --------------------- | --------- | --------------------- |
| Rami Anis     | 100 m vrije slag (m)  | 56e       | series: 54.25 (56e)   |
| Rami Anis     | 100 m vlinderslag (m) | 40e       | series: 56.23 (40e)   |
|               |                       |           |                       |
| Yusra Mardini | 200 m vrije slag (v)  | 45e       | series: 1:04.66 (45e) |
| Yusra Mardini | 100 m vlinderslag (v) | 40e       | series: 1:09.21 (40e) |